# Du und Du
Du and Du (Toi et toi) est une valse attribuée à Johann Strauss II (op. 367). Selon d'autres informations et recherches plus récentes, son compositeur est probablement son frère Eduard. L'œuvre est composée en 1874 et créée le 2 août 1874 au Schwenders Neue Welt à Hietzing.

## Histoire
Le compositeur compose l'œuvre sur la base de motifs de l'opérette Die Fledermaus. Elle rejoint une série de compositions (opus numéros 362, 363, 365, 366 et 368 ) qui reprennent tous les thèmes de cette opérette.
Les thèmes principaux de la valse comprennent : la valse d'ouverture, qui se déroule au final de l'acte II de l'opérette citée, des parties des chansons Mein Herr Marquis et la pièce homonyme Du und Du (Brüderlein und Schwesterlein) de l'acte II.
Selon les dernières recherches, cette valse a été composée par Eduard Strauss sur la base de motifs de l'opérette Die Fledermaus et publiée sous le nom de son frère Johann.

## Durée
Sa durée d'exécution est d'environ 7 minutes et 40 secondes. Elle peut varier selon l'interprétation musicale du chef d'orchestre

## Interprétations notables
La pièce est jouée lors du célèbre concert du nouvel an à Vienne : en 1967, sous la direction de Williy Boskovsky, et en 2006, sous la direction de Mariss Jansons.